# Archytas inambaricus
Archytas inambaricus är en tvåvingeart som först beskrevs av Townsend 1915.  Archytas inambaricus ingår i släktet Archytas och familjen parasitflugor.
Artens utbredningsområde är Peru. Inga underarter finns listade i Catalogue of Life.